# The Iraq quagmire
The Iraq quagmire (letteralmente Il pantano iracheno) è un rapporto stilato da due organizzazioni pacifiste statunitensi, Institute for Policy Studies e Foreign Policy in Focus, sui costi, in termini umani e monetari, dell'intervento in Iraq.
Basandosi sulle stime attuali, lo studio prevede che complessivamente il conflitto iracheno potrebbe costare fino al 2015 oltre 700 miliardi di dollari, a fronte dei 600 miliardi di dollari impiegati da Washington negli anni sessanta e settanta per la guerra del Vietnam. Tenendo presente il fattore inflazione, infatti, è stato calcolato che per il Vietnam gli Stati Uniti hanno speso 5,1 miliardi di dollari al mese.

Se tali livelli di spesa per gli interventi americani in Iraq ed Afghanistan dovessero essere confermati, nei prossimi dieci anni il deficit federale di bilancio arriverebbe quasi a raddoppiare.
Dal 2001 il Pentagono ha dispiegato in Iraq ed Afghanistan oltre 1 milione di soldati, più di 210 000 militari della Guardia Nazionale, con oltre un terzo dei soldati in servizio (341 000 tra uomini e donne) tornati due-tre volte oltreoceano.
Lo studio delle due associazioni americane ha anche calcolato i costi umani della guerra: dal 19 marzo 2003 al 22 agosto 2005 sono stati uccisi 2.060 uomini della coalizione, di cui 1.866 appartenenti al personale militare USA e 255 contractor civili (91 identificati come cittadini statunitensi) dal 1º maggio 2003. Sono stati feriti oltre 14.065 militari americani.
Sono inoltre morti in Iraq 66 giornalisti e operatori dei media stranieri: di almeno 11 decessi sono risultati responsabili le forze USA.
Nel periodo di tempo preso in considerazione, come diretto risultato dell'intervento della coalizione internazionale sono morti fino al 22 agosto 2005 tra i 23.589 e i 26.705 civili iracheni.
La cifra potrebbe però essere anche più elevata, ad esempio le stime della rivista medica inglese Lancet parlano di 98.000 decessi fino ad ottobre 2004.

I feriti iracheni, invece, si aggirano intorno ai 100-120  000.
Il numero dei morti militari iracheni è incerto: secondo i dati delle forze della coalizione tale cifra ammonta a 2.945, ma altre fonti fissano la cifra in oltre 6.000.
Passando ad esaminare i dati relativi alla lotta contro la guerriglia, sul rapporto si indicano in 1.600 i guerriglieri neutralizzati mensilmente. Le perdite della resistenza irachena, tra arrestati e morti in combattimento, si fissa in 40-50.000.
I membri della resistenza irachena son aumentati da 5.000 nel novembre 2003 a non più che 20.000 nel luglio 2005 e il servizio d'intelligence iracheno stima che ci siano più di 200.000 simpatizzanti.
L'attività della guerriglia è aumentata notevolmente: nel 2003 ci furono 20 attentati suicidi mensili, nel 2004 sono saliti a 48 e nei primi cinque mesi del 2005 hanno superato i 50 al mese.